# Scarface: The World Is Yours
Scarface: The World is Yours — компьютерная игра по мотивам известного фильма «Лицо со шрамом», разработанная Radical Entertainment. Является альтернативным продолжением фильма.

## Игровой процесс
В игре есть возможность нанять помощника. В меню спутникового телефона в разделе «Бизнес» можно выбрать шофера, вышибалу, или убийцу и выполнять особые миссии (но режим «Ярость» при игре за этих персонажей не работает, так как заблокирована возможность набирать либидо).

### Зарабатывание денег
Основной способ зарабатывания денег — кокаин. Его можно просто продавать уличным торговцам в малых размерах или развозить огромные (30 кг) запасы наркотиков по своим заведениям.

### Одежда
Костюмы в игре по отдельности покупать нельзя, однако в каталоге, через который покупаются вещи, есть возможность купить инвестицию, благодаря которой можно получить доступ ко всей одежде в меню чит-кодов.

### Полиция
При совершении вами преступления, полиция начинает преследовать игрока. Сначала начнет заполняться белая рамка вокруг мини-карты. Затем, когда вся рамка окрасится белым, полиция будет стараться вас убить, а рамка из белой будет становиться красной. Чтобы полиция перестала вас преследовать, нужно выехать за красный круг на мини-карте. Чем выше заинтересованность полиции, тем больше площадь круга. Если же вы не успели выехать из «круга окружения» до того, как рамка полностью окрасится в красный цвет — с экрана полностью исчезнет интерфейс, а с воздуха игрока начнёт атаковать вертолёт с пулемётами.
Всего в игре несколько классов полиции:
Городская полиция Майами — вооружена пистолетами Colt 45, Основной класс. Транспорт — полицейский легковой автомобиль.
D.E.A — вооружена дробовиками и карабинами CAR-15. Передвигаются на фургонах. Появляются при достижении предела заинтересованности (оповещает сообщение «You’re fucked up!») и при простых погонях ближе к концу игры.
S.W.A.T — вооружена тяжёлым вооружением, передвигаются на фургонах и вертолётах. Появляются при штурме особняка Монтаны, в начале игры. Далее встречается только при крайней степени тревоги.
Береговая охрана — встречается в миссиях по провозу кокаина с островов. Передвигаются на боевых катерах, вооруженных пулемётами.
Если у игрока высокий уровень заинтересованности полиции или бандитов, то игрок может дать взятку, размер её зависит от уровня заинтересованности. Если у игрока высокий интерес, то бандиты или полицейские будут стрелять в Тони при каждой встрече, однако если интерес низкий, то на героя никто не обратит внимания.

### Склады
После выполнения всех миссий в определённом районе, а их в игре 4, у игрока появляется возможность захватить склад, последнее действие считается выполненным, если вы убили всех врагов на складе. После захвата склада, игроку становится доступно несколько кг кокаина.

### Авторитет
При выполнении заданий или покупке вещей, повышается авторитет героя. Если игрок заработал определённое количество очков авторитета, он повышается в уровне (всего таких уровней восемь). С каждым уровнем становится доступно новое оружие и объекты каталога. Чем выше уровень авторитета, тем, больше процентов будет забирать банк за отмывку денег и больше придётся платить за снижение интереса полиции и банды в разделе «Взятки» телефона. Чтобы «зарегистрировать» новый уровень, необходимо отправиться в свой особняк.

### Инвестиции
В игре после каждого выполненного задания вы получаете деньги; их количество зависит от задания.
Деньги вы получаете наличными и, чтобы после поражения в игре деньги остались при вас, их надо отмывать в банке. На каждом острове и в каждой части города есть банк, в котором можно отмыть деньги но только с комиссией. При покупке инвестиции в игре комиссия понижается и вы со временем экономите больше денег. Сами инвестиции в игре стоят дорого но, зато, это полезная вещь.

### Роковые Женщины (Подруги Тони)
Для того, чтобы женщина обратила внимание на Тони, нужно заработать определённое количество либидо. Чем изощренней убийство, тем больше даётся либидо. Больше всего либидо даётся за уничтожение вражеских банд. По окончании игры появляется ещё одна женщина.

## Сюжет
Игра начинается на том месте, где заканчивается фильм, а именно, когда на особняк Тони нападают наёмники Алехандро Сосы. Но в отличие от фильма, в игре Тони невероятным образом остается в живых и «залегает на дно». Залечив раны, Тони начинает возвращать себе былую репутацию и власть. В этом и заключается задача игрока.
Главные противники:
- Эдгар и Альфонсо Диас — братья — бандиты, захватившие у Тони часть его бизнеса, в том числе им принадлежит бывшая компания Lopez Motors (ныне — Diaz Motors). Убили мать Тони и заказали последнего. Тони зарезал Эдгара бензопилой, а Альфонсо расстрелял на глазах людей, пока тот пытался удрать.
- Начо Контрерас — появлялся в фильме. Как его описывал покойный Лопез и Монтана, Начо — жирный и жадный ублюдок. Ненавидит женщин. Был ранен Тони с помощью снайперской винтовки, после чего пошёл на корм акулам. Владел центром города.
- Гаспар Гомес — упоминался в фильме, он держит в игре два района, друг Сосы. Ничего про него толком не известно. Тони убивает его в особняке Сосы.
- Алехандро Соса — главный противник Тони, который совершил покушение на Тони в начале игры. Тони убивает его в ярости в конце игры.

## Саундтрек
В игре очень много композиций известных групп. В списке присутствуют такие исполнители, как Iggy Pop; Johnny Cash; Run DMC; Rob Zombie; Ministry и др. В игру вошли и композиции из фильма, композитором которых является Giorgio Moroder); композиции 80-х годов, а также композиции, которые вышли после фильма.

## Продажи
Scarface хорошо продавался на PlayStation 2 и Xbox, но не на ПК. В первую неделю в Best Buy версия для PlayStation 2 была второй по популярности игрой, коллекционное издание было восьмым, а версия для Xbox - тринадцатой. Вместе две версии для PS2 продавались лучше, чем лидировавшая Tiger Woods PGA Tour 07.  К концу октября игра стала самой продаваемой игрой месяца; совместные продажи обычного и коллекционного издания для PS2 было самой продаваемой игрой в Северной Америке в октябре: было продано более 366 тыс. единиц, что принесло более 18,7 миллиона долларов. Версия для Xbox была продана тиражом более 110 тыс. (5,4 млн. долл.). Версия для ПК была продана тиражом всего 9 тыс. единиц, что принесло менее 450 000 долларов. К концу ноября по всему миру было продано более миллиона копий игры на всех трех системах. К марту 2007 года было продано более 1,5 миллиона копий версий для PlayStation и Xbox. К маю 2007 года по всему миру было продано более 2 миллионов копий игры..
В Германии игра была запрещена за сильное насилие и жестокость.

## Оценки
| Сводный рейтинг    | Сводный рейтинг | Сводный рейтинг | Сводный рейтинг | Сводный рейтинг |
| Издание            | Оценка          | Оценка          | Оценка          | Оценка          |
| Издание            | PC              | PS2             | Wii             | Xbox            |
| ------------------ | --------------- | --------------- | --------------- | --------------- |
| GameRankings       | 71,94 %         | 76,58 %         | 75,11 %         | 77,68 %         |
| Metacritic         | 73/100          | 75/100          | 71/100          | 76/100          |
| Иноязычные издания |                 |                 |                 |                 |
| Издание            | Оценка          | Оценка          | Оценка          | Оценка          |
| Издание            | PC              | PS2             | Wii             | Xbox            |
| AllGame            | N/A             | [ 18 ]          | N/A             | [ 19 ]          |
| Eurogamer          | N/A             | N/A             | 7/10            | 7/10            |
| Game Informer      | N/A             | 8,5/10          | N/A             | N/A             |
| GameSpot           | 6/10            | 6,4/10          | 5,8/10          | 6,6/10          |
| GameSpy            | N/A             | [ 27 ]          | N/A             | N/A             |
| IGN                | 8,7/10          | 8,7/10          | 8,5/10          | 8,7/10          |
| Nintendo Power     | N/A             | N/A             | 7,5/10          | N/A             |
| OPM                | N/A             | [ 33 ]          | N/A             | N/A             |
| OXM                | N/A             | N/A             | N/A             | 4,5/10          |
| PC Gamer (US)      | 82 %            | N/A             | N/A             | N/A             |
| NGamer             | N/A             | N/A             | 8,2/10          | N/A             |

Игра получила преимущественно положительные отзывы от критиков.

## Отмененное продолжение
У игры планировался сиквел под названием Scarface: Empire. По сюжету сиквела, Тони Монтана перебирается из Майми в Лас-Вегас, чтобы развернуть новый наркобизнес и попутно открыть казино, но встречает противодействие со стороны местных преступных авторитетов. По ходу прохождения игроку предстояло избавляться от конкурентов, захватывая их территории и бизнес, а также собирать вокруг себя преданных союзников. Игру предположительно отменили в 2008 году, после того как Activison приобрела Radical Enterteiment. По словам одного из разработчиков, решение об отмене приняла Activison, которая посчитала, что на тот момент у неё и так достаточно игр с открытым миром.